# Tony Bettenhausen, Jr.
Tony Lee Bettenhausen, Jr. (Joliet, 30 de outubro de 1951 – Leesburg, 14 de fevereiro de 2000) foi um automobilista norte-americano.
Pela extinta CART, inscreveu-se para 109 corridas e largou em 96 - entre elas, 15 edições das 500 Milhas de Indianápolis, entre 1979 e 1993 - a partir de 1986, com a Bettenhausen, equipe fundada por ele, Tony Bettenhausen (pai do piloto) e Gary Bettenhausen (irmão mais velho de Tony Jr.). Merle Bettenhausen, o irmão mais novo, também chegou a correr, mas um acidente encerrou sua carreira em 1972. A melhor posição de largada foi um 9º lugar em 1983, enquanto que o melhor resultado na famosa prova foi um 7º lugar, obtido em 1981.
Tony, que conquistou apenas um pódio na categoria (2º lugar na corrida 2 de Atlanta, em 1980), encerrou sua carreira em 1994, após não conseguir largar na Indy 500, aos 42 anos. Vendeu sua equipe a Keith Wiggins, ex-diretor da Pacific Racing, antiga equipe de Fórmula 1, mas não chegou a ver o time sob nova direção, pois morreu em um acidente aéreo em 2000, na cidade de Leesburg, no Kentucky. Além dele, morreram Shirley (esposa), Russ Roberts e Larry Rangel (sócios do ex-piloto). O 16, número usado pela Bettenhausen até 2001, foi substituído pelo 55 em 2002.
O corpo de Tony Jr. encontra-se sepultado no cemitério Crown Hill, em Indianápolis.

## Desempenho nas 500 Milhas de Indianápolis
| Ano  | Chassi  | Motor     | Largou em        | Chegou em        |
| ---- | ------- | --------- | ---------------- | ---------------- |
| 1979 | Eagle   | Offy      | Não classificado | Não classificado |
| 1980 | Eagle   | Offy      | Não classificado | Não classificado |
| 1981 | McLaren | Cosworth  | 16º              | 7º               |
| 1982 | March   | Cosworth  | 27º              | 26º              |
| 1983 | March   | Cosworth  | 9º               | 17º              |
| 1984 | March   | Cosworth  | 17º              | 26º              |
| 1985 | Lola    | Cosworth  | 29º              | 29º              |
| 1986 | March   | Cosworth  | 18º              | 28º              |
| 1987 | March   | Cosworth  | 27º              | 10º              |
| 1988 | Lola    | Cosworth  | 24º              | 33º              |
| 1989 | Lola    | Cosworth  | Não classificado | Não classificado |
| 1990 | Lola    | Buick     | 13º              | 26º              |
| 1991 | Penske  | Chevrolet | 20º              | 9º               |
| 1992 | Penske  | Chevrolet | Não classificado | Não classificado |
| 1993 | Penske  | Chevrolet | 22º              | 20º              |